# Netrakona
Netrakona är en ort i Bangladesh.   Den ligger i provinsen Dhaka, i den centrala delen av landet, 130 km norr om huvudstaden Dhaka. Netrakona ligger 14 meter över havet och antalet invånare är 79 016.
Terrängen runt Netrakona är mycket platt. Det finns inga andra samhällen i närheten.
Trakten runt Netrakona består till största delen av jordbruksmark. Runt Netrakona är det mycket tätbefolkat, med 1 135 invånare per kvadratkilometer.